# Stanisław Ursyn Niemcewicz
Stanisław Ursyn Niemcewicz herbu Rawicz (ur. 1753 roku w Klejnikach, zm. 22 listopada 1817 roku) – generał major wojsk litewskich, sędzia grodzki brzeski, poseł z województwa brzeskolitewskiego na Sejm Czteroletni w 1790 roku, starosta rewiatycki, gubernator grodzieński od 20 lipca 1816 do 22 listopada 1817 roku, marszałek guberni grodzieńskiej w latach 1801–1807, członek loży wolnomularskiej Węzeł Jedności.
Absolwent Szkoły Rycerskiej. Deputat powiatu brzeskolitewskiego na Trybunał Główny Wielkiego Księstwa Litewskiego kadencji wileńskiej w 1781/1782 roku. W 1782 roku poseł na sejm z województwa brzeskolitewskiego. W latach 1776–1778 był regentem do spraw litewskich w Departamencie Wojskowym Rady Nieustającej. Sędzia sejmowy ze stanu rycerskiego z Prowincji Wielkiego Księstwa Litewskiego w 1791 roku. W 1792 roku wziął udział w wojnie polsko-rosyjskiej, walczył pod Mirem, w 1794 roku pomagał w rekrutacji milicji powstańczej. Po upadku insurekcji opowiedział się za lojalnością wobec Imperium Rosyjskiego, w latach 1801–1807 był marszałkiem szlachty grodzieńskiej. Opowiadał się za unią personalną Polski i Rosji, był autorem planów odbudowy Polski w oparciu o Rosję.
Na początku i na końcu 1812 r. organizował zaopatrzenia dla armii rosyjskiej.
Po zajęciu guberni grodzieńskiej przez wojska Napoleona wraz z wycofującą się armią Bagrationa udał się do Mohylewa, a następnie do Kijowa.
W lutym 1813 roku powrócił do swoich posiadłości w Brzeskiem (m.in. Adamkowo, obecnie mikrorejon Brześcia).
W 1816 gubernialny marszałek szlachty. Ukazem Aleksandra I z 20 lipca (1 sierpnia) 1816 r. mianowany rzeczywistym radcą stanu i gubernatorem grodzieńskim.